# Waleryj Lewanieuski
Waleryj Lewanieuski (błr. Вале́рый Станісла́вавіч Леване́ўскі, ros. Вале́рий Станисла́вович Левоне́вский – Walerij Stanisławowicz Lewoniewski, ur. 15 sierpnia 1963 w Grodnie) – białoruski działacz polityczny i społeczny, lider Narodowego Komitetu Strajkowego, były więzień polityczny. Amnesty International uważa go za więźnia sumienia.

## Życiorys
Ur. 15 sierpnia 1963 w Grodnie w rodzinie wielodzietnej.
W 1979 – kandydat na mistrza sportu w boksie.
1980 – zaczął pracę jako ślusarz mechaniczny
1980–1982 – służba w radzieckiej armii.
W latach 1985–1991 był kierującym aparatur radiowych, ślusarzem kontrolno-pomiarowych przyrządów i automatyki, i inżynierem w przedsiębiorstwach w Grodnie.
1991 – zarejestrowany jako przedsiębiorca.
Od 1996 roku był pod ścisłą obserwacją władz: organizowano u niego rewizje, konfiskaty mienia, a także przesłuchiwano go w sprawie różnych zarzutów.
W 2002 roku kierowany przezeń komitet strajkowy zorganizował strajk, w którym brało udział 120 tys. małych przedsiębiorców, wzywający do usunięcia prezydenta Łukaszenki, oskarżając go osobiście o utrudnianie działalności małego biznesu.
W kwietniu 2003 aresztowano go podczas dostarczania do parlamentu petycji od handlowców. Następnie skazano na 15 dni pozbawienia wolności za udział w "Marszu dla lepszego życia", 12 marca.
Lewanieuski organizował sprzeciw białoruskich przedsiębiorców wobec pogarszających się warunków prowadzenia działalności gospodarczej na Białorusi. Prowadząc swoją działalność stał się nieformalnym liderem przedsiębiorców białoruskich. Potrafił organizować strajki przedsiębiorców w wielu miastach Białorusi. To sprowadziło na niego poważne represje ze strony władz.
2010 - wyszedł film dokumentalny "Na celowniku władzy". Film opowiada o przedsiębiorcy Waleryju Lewanieuskim, który kilka lat spędził w więzieniu przez to, że wszedł w konflikt z białoruskimi władzami, gdy organizował sprzeciw białoruskich przedsiębiorców wobec pogarszających się warunków prowadzenia działalności gospodarczej na Białorusi. Film został laureatem XV Ogólnopolskiego Przeglądu Form Dokumentalnych BAZAR w Poznaniu i otrzymał nagrodę w kategorii Film-Reportaż, „za ukazanie jak ważne, choć niebezpieczne jest prowadzenie prywatnego biznesu na Białorusi.”

## Sprawa karna
W przeddzień 1 maja 2004 roku w Grodnie rozdawano ulotki, w których W. Lewanieuski zapraszał obywateli do uczestnictwa w wiecu 1 maja. Ulotka wzywała ludzi, aby przyszli na demonstrację 1 maja i:

powiedzieli, że są przeciwko "komuś", kto jedzie na narty do Austrii i dobrze się bawi na ich koszt

Wiadomo, że wakacje w Austrii spędza prezydent Aleksander Łukaszenka. Później sędzia stwierdził, że ta ulotka znieważała publicznie prezydenta Białorusi.
29 kwietnia 2004 trójka jego dzieci - Dmitrij, Władimir i Jekaterina - została zatrzymana na rynku w Grodnie za rozdawanie ulotek wzywających do udziału w wiecu pierwszomajowym.
1 maja 2004 Waleryj Lewanieuski został aresztowany w Grodnie, a 3 maja skazano do na 15 dni aresztu za dystrybucję ulotek wzywających do udziału w wiecu pierwszomajowym. Za to samo został skazany na 13 dni jego syn Uładzimir.
18 maja 2004 wydłużono Lewanieuskiemu areszt, a dzień później formalnie oskarżono go o publiczne znieważenie prezydenta Białorusi Alaksandra Łukaszenki.
7 września 2004 sąd dzielnicy Lenińskiej w Grodnie skazał na dwa lata więzienia za publiczne znieważenie prezydenta przez Waleryja Lewanieuskiego.
16 września 2004 Parlament Europejski wzywa władze Białorusi do natychmiastowego zwolnienia Waleryja Lewanieuskiego, a także wszystkich innych więzionych przeciwników politycznych reżimu Łukaszenki.
2004–2006 - odbywał karę pozbawienia wolności w kolonii karnej z konfiskacją mienia na podstawie art. 368, część 2 Kodeksu Karnego Białorusi (znieważanie Prezydenta Białorusi). Nie wolno było stosować zwolnienia warunkowego i amnestię. Wiele razy w koloniach Walery był ukarany przez umieszczenie w karcerze, pozbawienie prawa do widzeń z rodziną, a także tortury i upokorzenia, groźby śmierci od administracji więzienia, mające za sobą główny cel: podpis pod dokumentem o rezygnacji z działalności politycznej. Przez cały czas trwania kary odmówiono mu wykwalifikowanej opieki i badań lekarskich. Zabroniono mu odwoływania się od kar nałożonych przez administrację więzienną w sądach.
Waleryj Lewanieuski w pełni odbył dwuletnią karę pozbawienia wolności w różnych więzieniach i zakładach karnych, w tym:
- w więzieniu nr 1 w Grodnie,
- w więzieniu nr 1 w Mińsku,
- w więzieniu nr 6 w Baranowiczach,
- w KK-22, "Nory Wilków" w obwodzie brzeskim,
- w KK-19 (Mohylew).

## Rodzina
Żonaty, czworo dzieci.